# 4 × 100 meter frisim för herrar i simning vid olympiska sommarspelen 2012
Herrarnas 4 × 100 meter frisim vid olympiska sommarspelen 2012 ägde rum den 29 juli i London Aquatics Centre.

## Medaljörer
| Gren          | Guld                                                               | Silver                                                    | Brons                                                                   |
| 4x100m frisim | Frankrike Amaury Leveaux Fabien Gilot Clement Lefert Yannick Agnel | USA Nathan Adrian Michael Phelps Cullen Jones Ryan Lochte | Ryssland Andrej Gretjin Nikita Lobintsev Vladimir Morozov Danila Izotov |

## Resultat

### Heat
| Placering | Heat | Bana | Nation         | Simmare                                                                                             | Tid     | Noteringar |
| --------- | ---- | ---- | -------------- | --------------------------------------------------------------------------------------------------- | ------- | ---------- |
| 1         | 2    | 4    | Australien     | Cameron McEvoy (48,94) James Roberts (48,22) Tommaso D'Orsogna (47,78) James Magnussen (47,35)      | 3.12,29 | Q          |
| 2         | 1    | 5    | USA            | Jimmy Feigen (48,49) Matt Grevers (47,54) Ricky Berens (48,52) Jason Lezak (48,04)                  | 3.12,59 | Q          |
| 3         | 2    | 3    | Ryssland       | Andrej Gretjin (48,19) Jevgenij Lagunov (48,34) Sergej Fesikov (48,68) Nikita Lobintsev (47,56)     | 3.12,77 | Q          |
| 4         | 2    | 4    | Frankrike      | Amaury Leveaux (48,61) Alain Bernard (48,31) Clément Lefert (48,14) Jérémy Stravius (48,32)         | 3.13,38 | Q          |
| 5         | 1    | 6    | Tyskland       | Benjamin Starke (48,96) Markus Deibler (47,99) Christoph Fildebrandt (48,44) Marco di Carli (48,12) | 3.13,51 | Q, 0NR0    |
| 6         | 1    | 2    | Belgien        | Dieter Dekoninck (48,79) Jasper Aerents (48,58) Emmanuel Vanluchene (48,55) Pieter Timmers (47,97)  | 3.13,89 | Q, 0NR0    |
| 7         | 2    | 3    | Sydafrika      | Roland Schoeman (49,00) Darian Townsend (48,26) Gideon Louw (47,92) Graeme Moore (48,75)            | 3.13,93 | Q          |
| 8         | 2    | 5    | Italien        | Luca Dotto (49,27) Andrea Rolla (49,46) Michele Santucci (48,85) Filippo Magnini (48,20)            | 3.15,78 | Q          |
| 9         | 2    | 2    | Brasilien      | Nicolas Oliveira (49,31) Brunto Fratus (48,98) Nicholas Santos (49,68) Marcelo Chierighini (48,17)  | 3.16,14 |            |
| 10        | 1    | 7    | Kanada         | Brent Hayden (48,42) Colin Russell (48,67) Richard Hortness (49,12) Thomas Gossland (50,21)         | 3:16.42 |            |
| 11        | 1    | 1    | Kina           | Lü Zhiwu (48,92) Zhang Enjian (49,57) He Jianbin (49,67) Shi Tengfei (48,84)                        | 3.17,00 |            |
| 12        | 2    | 6    | Storbritannien | Simon Burnett (50,47) Grant Turner (48,31) James Disney-May (48,99) Craig Gibbons (49,31)           | 3.17,08 |            |
| 13        | 1    | 8    | Serbien        | Milorad Čavić (48,61) Velimir Stjepanović (49,13) Ivan Lenđer (50,58) Radovan Siljevski (50,47)     | 3.18,79 | 0NR0       |
| 14        | 1    | 7    | Ungern         | Péter Bernek (50,29) Gergő Kis (50,68) Gábor Balog (51,47) Krisztián Takács (49,47)                 | 3.21,91 |            |
| 15        | 2    | 1    | Venezuela      | Cristian Quintero (49,77) Octavio Alesi (50,04) Marcos Lavado (52,59) Crox Acuña (50,28)            | 3.22,68 |            |

### Final
| Placering | Bana | Nation     | Simmare                                                                                             | Tid     | Noteringar |
| --------- | ---- | ---------- | --------------------------------------------------------------------------------------------------- | ------- | ---------- |
| 1         | 6    | Frankrike  | Amaury Leveaux (48,13) Fabien Gilot (47,67) Clement Lefert (47,39) Yannick Agnel (46,74)            | 3.09,93 |            |
| 2         | 5    | USA        | Nathan Adrian (47,89) Michael Phelps (47,15) Cullen Jones (47,60) Ryan Lochte (47,74)               | 3.10,38 |            |
| 3         | 3    | Ryssland   | Andrej Gretjin (48,57) Nikita Lobintsev (47,39) Vladimir Morozov (47,85) Danila Izotov (47,60)      | 3.11,41 |            |
| 4         | 4    | Australien | James Magnussen (48,03) Matt Targett (47,83) Eamon Sullivan (47,68) James Roberts (48,09)           | 3.11,63 |            |
| 5         | 1    | Sydafrika  | Gideon Louw (48,48) Darian Townsend (48,36) Graeme Moore (48,36) Roland Schoeman (48,27)            | 3.13,45 |            |
| 6         | 2    | Tyskland   | Benjamin Starke (49,03) Markus Deibler (47,97) Christoph Fildebrandt (48,45) Marco di Carli (48,07) | 3.13,52 |            |
| 7         | 8    | Italien    | Luca Dotto (48,73) Marco Orsi (48,42) Michele Santucci (48,88) Filippo Magnini (48,10)              | 3.14,13 |            |
| 8         | 7    | Belgien    | Dieter Dekoninck (49,42) Jasper Aerents (48,34) Emmanuel Vanluchene (48,46) Pieter Timmers (48,18)  | 3.14,40 |            |